# Tom Tom Club
Tom Tom Club är en amerikansk musikgrupp bildad 1981 av Tina Weymouth (sång, bas) och Chris Frantz (slagverk, sång). Gruppen bildades som ett sidoprojekt till Talking Heads, där de båda samtidigt var medlemmar. Förutom Weymouth och Frantz har gruppen inkluderat ett stort antal medlemmar under åren.
Tom Tom Club har under åren 1981–2012 släppt 6 studioalbum, där det självbetitlade debutalbumet Tom Tom Club (1981) varit det mest framgångsrika. Albumet innehöll singeln "Genius of Love", vilken blev en hit både i USA och Storbritannien, samt "Wordy Rappinghood", som med en sjundeplats på den brittiska singellistan blev deras största hit där.

## Diskografi
Studioalbum
- Tom Tom Club (1981)
- Close to the Bone (1983)
- Boom Boom Chi Boom Boom (1988)
- Dark Sneak Love Action (1991)
- The Good, the Bad and the Funky (2000)

EP
- Downtown Rockers (2012)

Livealbum
- Live @ the Clubhouse (2003)
- Genius of Live (2010)

Singlar
- "Wordy Rappinghood" (US Dance #1) (1981)
- "Genius of Love" (UD Dance #1) (1981)
- "On, On, On, On ..." (1981)
- "Under the Boardwalk" (US Dance #31) (1982)
- "The Man with the Four Way Hips" (US #4) (1983)
- "Pleasure of Love" (#23) (1983)
- "Don't Say No" (1988)
- "Suboceana" (US Dance #4) (1988)
- "Call of the Wild" (1989)
- "Sunshine and Ecstasy" (US Dance #9) (1992)
- "You Sexy Thing" (1992)
- "Love to Love You Baby" (2000)
- "Time To Bounce" (2000)
- "Happiness Can't Buy Money" (2000)
- "Mistletunes" (2007)